# Uberto Visconti

Stemma Visconti

Uberto Visconti (... – ante 1248) è stato un nobile italiano, feudatario e signore di Massino, Albizzate e di Besnate. È considerato il capostipite della  dinastia signorile di Milano.

## Biografia
Era figlio di Ruggero, console di Milano nel 1172 e podestà di Bergamo nel 1189. Venne tacciato di mancanza di sentimento religioso durante il concistoro di Clemente IV a Viterbo da parte dei Torriani al fine di impedire l'elezione di Ottone Visconti, suo figlio, ad arcivescovo di Milano.

## Discendenza
Uberto sposò Berta Pirovano ed ebbero otto figli:
- Ottone (1207-1295), arcivescovo e signore di Milano dal 1277;[6]
- Azzo (Azzone) (?-1262), Vescovo di Ventimiglia;[6]
- Gaspare, podestà di Oleggio, capostipite dei Visconti signori di Caronno, Jerago e Fagnano;[6]
- Obizzo, signore di Massino;[6]
- Uberto (?-1269), Vescovo di Ventimiglia;[6]
- Andreotto, fu il padre di Teobaldo Visconti e quindi il nonno di Matteo I Visconti, signore di Milano;[7]
- Pietro;[senza fonte]
- Beatrice.[6]